# Patnos

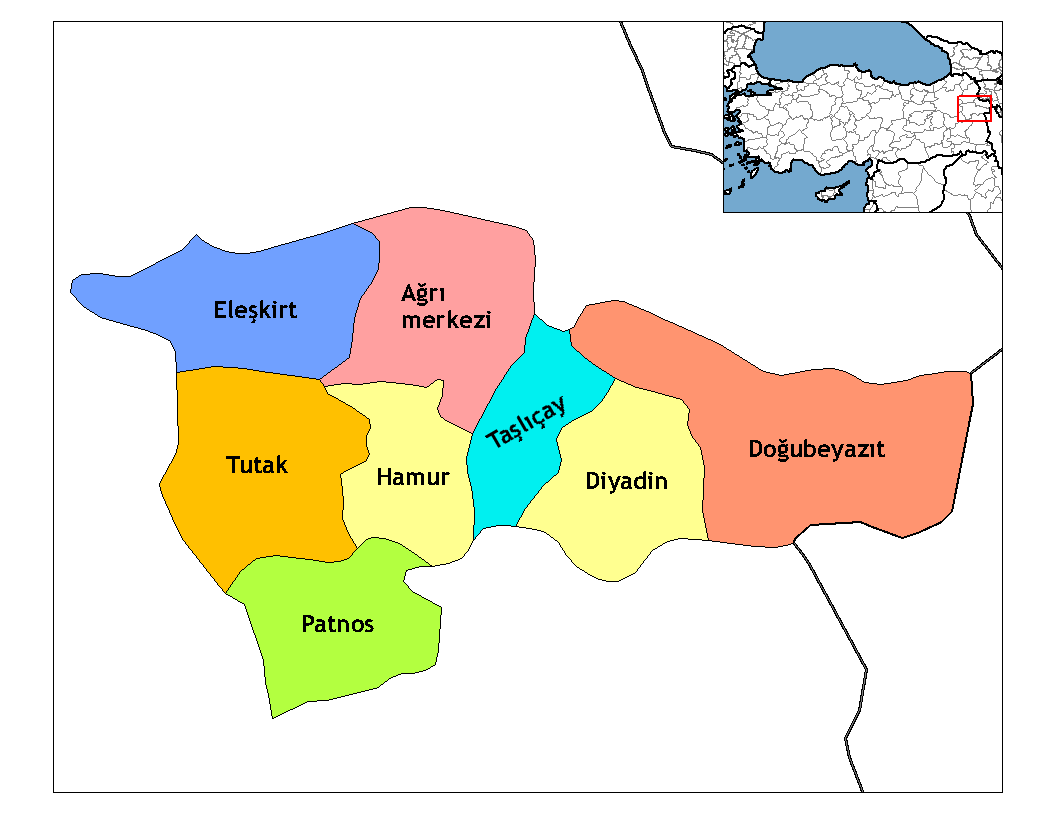
Distrikt i provinsen Ağrı, med Patnos i den sydvästra delen.

Patnos (kurdiska: Patnos, armeniska:  Բադնոց) är en stad i provinsen Ağrı i Turkiet. Den är centralort i ett distrikt med samma namn och folkmängden uppgick till 64 732 invånare i slutet av 2011.  I närheten ligger berget Süphan.